# Cryptophion tickelli
Cryptophion tickelli är en stekelart som beskrevs av Ian D. Gauld och Janzen 1994. Cryptophion tickelli ingår i släktet Cryptophion och familjen brokparasitsteklar. Inga underarter finns listade i Catalogue of Life.